# Hszücsou–Lancsou nagysebességű vasútvonal
A Hszücsou–Lancsou nagysebességű vasútvonal (egyszerűsített kínai írással: 徐兰高速铁路; tradicionális kínai írással: 徐蘭高速鐵路; pinjin: Xúlán Gāosù Tiělù) egyike Kína nyolc nagysebességű vasútvonalának. A vonal 1400 km hosszú, kétvágányú, 25 kV 50 Hz-cel villamosított, normál nyomtávolságú, és négy részből áll.

## Részei
| Vonal                                       | Leírás | Maximális sebesség (km/h) | Hossz (km) | Építkezés kezdete | Megnyitás  |
| ------------------------------------------- | --- | ------------------------- | ---------- | ----------------- | ---------- |
| Hszücsou–Lancsou nagysebességű vasútvonal   | Az NSV keresztezi a Sárga-folyó völgyét Közép-Kínában. A négy rész összekapcsolja Hszücsou, Csengcsou, Hszian, Paocsi és Lancsou városokat. | 350                       | 1363       | 2005-06-01        | 2017       |
| Csengcsou–Hszücsou nagysebességű vasútvonal | NSV kapcsolat Csengcsou és Hszücsou között                                                                                                  | 350                       | 357        | 2010              | 2016-12    |
| Csengcsou–Hszian nagysebességű vasútvonal   | NSV kapcsolat Csengcsou és Hszian között | 350                       | 455        | 2005-09-01        | 2010-02-06 |
| Hszian–Paocsi nagysebességű vasútvonal      | NSV kapcsolat Hszian és Paocsi között | 350                       | 148        | 2009-11-22        | 2013-12-28 |
| Paocsi–Lancsou nagysebességű vasútvonal     | NSV kapcsolat Paocsi és Lancsou között | 350                       | 403        | 2012-10           | 2017       |